# Põlli
Põlli – wieś w Estonii, prowincji Rapla, w gminie Märjamaa.